# 恩施县
恩施县，中国已撤消的县份。
清雍正六年（1728年）由施州卫改置，治所在今湖北省恩施市。属归州。十三年为施南府治。1912年，废府留县。1949年后，属恩施专区、恩施地区。1981年县城区设置恩施市。1983年恩施县并入恩施市。